# 숀 콘리

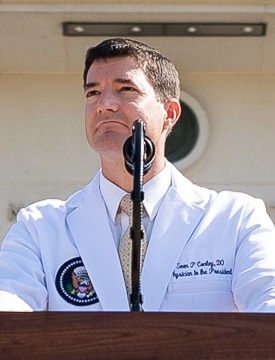

숀 콘리(Sean Conley, 1980년 ~ )는 미국의 의사이다. 도널드 트럼프 대통령의 주치의다.

## 생애
콘리는 응급의학 의사이다. 2002년에 미국 인디애나주에 있는 노터데임 대학교(University of Notre Dame)를 졸업하고 바로 의대를 입학하여 필라델피아 정골의학 의대(Philadelphia College of Osteopathic Medicine)에서 정골의학의사 학위 (Doctor of Osteopathic Medicine, D.O.)를 받았다. 정골의학의 교육 과정은 기존 의학과 거의 같으며 추가로 정골요법 등의 정골의학 치료법을 배운다. 2013년 포츠머스 해군의료센터에서 응급의학 레지던트 과정을 마치고 2014년 아프가니스탄에서 북대서양조약기구(NATOㆍ나토) 주둔군 군의관으로 일하며 트라우마 치료를 담당했다. 2018년부터 백악관 주치의로 일했다.

## 코로나19
트럼프 미국 대통령의 코로나19 확진 이후 대통령의 젊은 주치의 숀 콘리(40세)에 세계가 주목하고 있다.
그는 로니 잭슨 박사가 재향군인 담당비서로 지명된 후 2018년 백악관 의사 역할을 시작했다. 이후 잭슨 박사가 부적합한 행동으로 직책을 옮긴 후 트럼프 대통령에 의해 대통령 보좌관이자 백악관 의료 고문 수석으로 승진했다.
2020년 현재 콘리 박사는 텍사스 하원의원 선거에 출마하고 있다. 그는 2018년 3월 백악관 의사 대행으로 임명됐으며 그해 5월 트럼프 대통령에 의해 공식적으로 임명됐다.
노트르담 대학교에서 과학 학사 학위를 받은 콘리 박사는 2006년부터 미 해군 응급 의사로 근무했다. 펜실베니아 출신인 콘리 박사는 2013년 버지니아주 포츠머스에 있는 해군 의료센터에서 레지던트를 마쳤다.
이후 나토 다국적 의료부대의 트라우마 책임자를 역임했다. 그는 2년 이상 의료센터의 외상전투 연구그룹 소장을 역임했다. 2020년에도 미국 해군 중령으로, 현역이다.